# Nikolaus Lehnhoff
Nikolaus Lehnhoff (20 mai 1939 - 22 août 2015) né à Hanovre est un metteur en scène d'opéra allemand.

## Biographie et réalisations
Lehnhoff  étudie d’abord  à l'Université Louis-et-Maximilien de Munich et à  l'Université de Vienne. 
Il commence sa carrière au Deutsche Oper Berlin et comme assistant de Wieland Wagner au Festival de Bayreuth dans les années 1960. Il est ensuite  metteur en scène pour le Metropolitan Opera, dans la reprise des Noces de Figaro de Mozart en 1967.
Il a travaillé comme metteur en scène pour plusieurs autres  productions du Metropolitan Opera  jusqu’en 1970, en particulier Ariane à Naxos, La Bohème, Le Vaisseau fantôme, et Simon Boccanegra.
En 1972 Lenhoff réalise sa première mise en scène  pour l'Opéra de Paris; une production de La Femme sans ombre de  Richard Strauss avec Christa Ludwig et Walter Berry,. En 1973, avec la collaboration de Heinz Mack, il met en scène Tristan und Isolde avec Birgit Nilsson et Jon Vickers lors des Chorégies d'Orange, dont la conception dépouillée et symbolique préfigure celle de 2003 à Glyndebourne. 
Il met de nouveau en scène La Femme sans ombre pour ses débuts à l'Opéra de San Francisco  avec Leonie Rysanek dans le rôle de l'impératrice en 1976. Il est retourné plusieurs fois diriger l'Opéra de San Francisco au cours des trois décennies qui ont suivi  pour Salome (1982 & 1987), Der Ring des Nibelungen (1983-1985, 1990 et 1999), La Walkyrie (1995), Parsifal (1999-2000), et Le Vaisseau fantôme  (2004-2005).  Sa mise en scène de la Tétralogie  de L'Anneau du Nibelungde à San Francisco a été reprise par le Théâtre national de Munich en 1987. 
Lenhoff a réalisé plusieurs œuvres pour le Festival de Glyndebourne, dont Tristan und Isolde (2003), Katja Kabanova (1988), Jenůfa (1989), et L'Affaire Makropoulos (1995),. 
En 1988 Lehnhoff  a dirigé La Damnation de Faust de Berlioz à l'Opéra d'État de Hambourg dans une production incorporant des vidéos pop art de Suzan Pitt. 
En 1989, il a fait ses débuts à l'Opéra de Santa Fe et mis en scène Le Hollandais volant avec James Morris dans le rôle-titre. Cette même année, il a également mis en scène Salome au Metropolitan Opera avec Eva Marton, repris par trois fois au "Met" en 1990, 1996 et 2004. En 2000-2001, il a dirigé Parsifal et le Hollandais volant à l’Opéra lyrique de Chicago.  En 2006, il a dirigé la première  européenne de  Dead Man Walking de Jake Heggie au Semperoper de Dresde.  En 2013 il a réalisé le Hollandais volant à l'Opéra de Los Angeles. 
Sur la scène de Hambourg en 2008, le Dialogues des carmélites de  Francis Poulenc  et en 2010 Elektra de Richard Strauss pour le Festival de Salzbourg.
C’est à La Scala en mai 2015 qu’il dirige sa dernière production avec  le Turandot de Puccini.
Il s’est éteint à Berlin le 22 août 2015.